# Let Go (альбом Авріл Лавін)
Let Go (укр. Відпусти) — перший музичний альбом канадської співачки Авріл Лавін, випущений 4 липня 2002 року лейблом Arista Record.
Він був дуже успішним і став 6× Платиновим в США, 5 разів в Великій Британії, 7 разів в Австралії, 4 рази в Новій Зеландії, та один раз в Японії. В Канаді він став діамантовим, досягнувши рівня продажу в 1 мільйон менш як за рік (11 місяців). На цей момент продано більш ніж 18 млн копій по всьому світу. Альбом знаходиться на 91 місці серед продажів у США за всю історію.

## Композиції
1. «Losing Grip» (Avril Lavigne/Clif Magness) — 3:53
2. «Complicated» (Lavigne/The Matrix) — 4:05
3. «Sk8er Boi» (Lavigne/The Matrix) — 3:23
4. «I'm with You» (Lavigne/|The Matrix) — 3:44
5. «Mobile» (Lavigne/Magness) — 3:31
6. «Unwanted» (Lavigne/Magness) — 3:40
7. «Tomorrow» (Lavigne/Curtis Frasca/Sabelle Breer) — 3:48
8. «Anything But Ordinary» (Lavigne/The Matrix) — 4:12
9. «Things I'll Never Say» (Lavigne/The Matrix) — 3:43
10. «My World» (Lavigne/Magness) — 3:27
11. «Nobody's Fool» (Lavigne/Peter Zizzo) — 3:57
12. «Too Much To Ask» (Lavigne/Magness) — 3:45
13. «Naked» (Lavigne/Frasca/Breer) — 3:27

## Сингли
1. «Complicated» (реліз: квітень, 2002)
2. «Sk8er Boi» (реліз: серпень, 2002)
3. «I'm with You» (реліз: грудень, 2002)
4. «Losing Grip» (реліз: 1 травня, 2003)
5. «Mobile» (реліз: 11 травня, 2003)

## Рівень продажу
| Чарти                                                         | Рівень        | Продаж    |
| ------------------------------------------------------------- | ------------- | --------- |
| Світ [Архівовано 4 січня 2018 у Wayback Machine.]             | 8× Платиновий | 18 000    |
| США [Архівовано 8 червня 2007 у Wayback Machine.]             | 6× Платиновий | 6 500 000 |
| Велика Британія [Архівовано 9 квітня 2008 у Wayback Machine.] | 5× Платиновий | 1 700 000 |
| Японія                                                        | 4× Платиновий | 1 100 000 |
| Канада                                                        | Діамантовий   | 1 000     |
| Франція [Архівовано 21 липня 2011 у Wayback Machine.]         | 2× Платиновий | 440 000   |
| Німеччина [Архівовано 27 вересня 2007 у Wayback Machine.]     | 3× Золотий    | 300 000   |
| Австралія [Архівовано 5 березня 2016 у Wayback Machine.]      | 7× Платиновий | 490 000   |
| Бразилія                                                      | Діамантовий   | 600 000   |
| Іспанія [Архівовано 24 листопада 2012 у Wayback Machine.]     | 3× Золотий    | 150 000   |
| Бельгія [Архівовано 7 квітня 2007 у Wayback Machine.]         | 5× Платиновий | 100 000   |
| Нідерланди                                                    | Платиновий    | 80 000    |
| Швейцарія [Архівовано 5 червня 2012 у WebCite]                | 2× Платиновий | 80 000    |
| Нова Зеландія                                                 | 4× Платиновий | 60 000    |
| Швеція [Архівовано 12 січня 2013 у WebCite]                   | Платиновий    | 60 000    |
| Аргентина                                                     | Платиновий    | 40 000    |
| Австрія [Архівовано 19 листопада 2015 у Wayback Machine.]     | Платиновий    | 40 000    |
| Норвегія                                                      | Платиновий    | 40 000    |